# Montégut-Lauragais
Montégut-Lauragais (okzitanisch Montagut de Lauragués) ist eine französische Gemeinde mit 407 Einwohnern (Stand: 1. Januar 2022) im Département Haute-Garonne in der Region Okzitanien. Die Gemeinde gehört zum Arrondissement Toulouse und ist Mitglied im Gemeindeverband Communauté de communes Aux sources du Canal du Midi. Die Bewohner werden Montclariens und Montclariennes genannt.

## Geografie

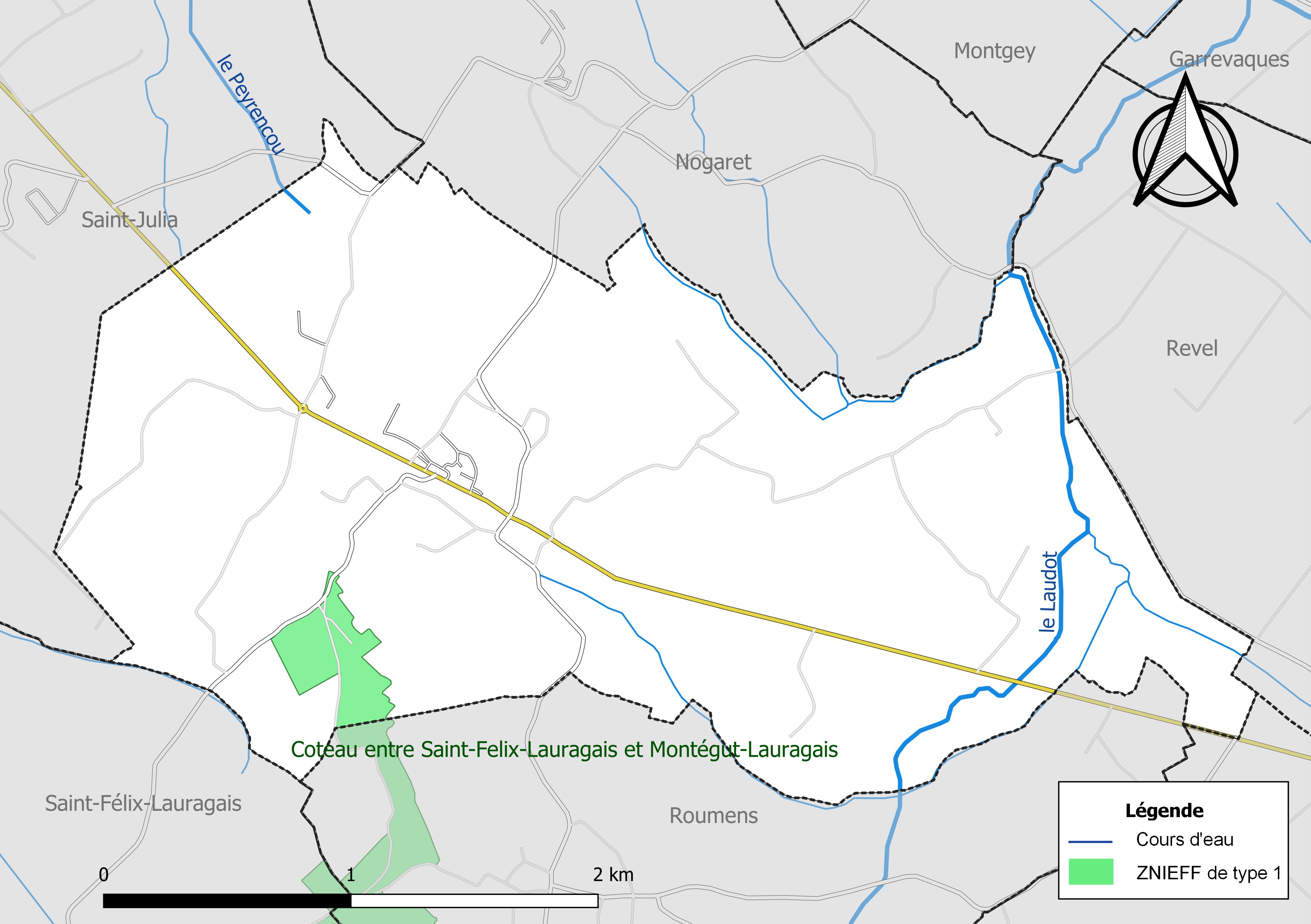
ZNIEFF-Naturzone und Hydrografie der Gemeinde

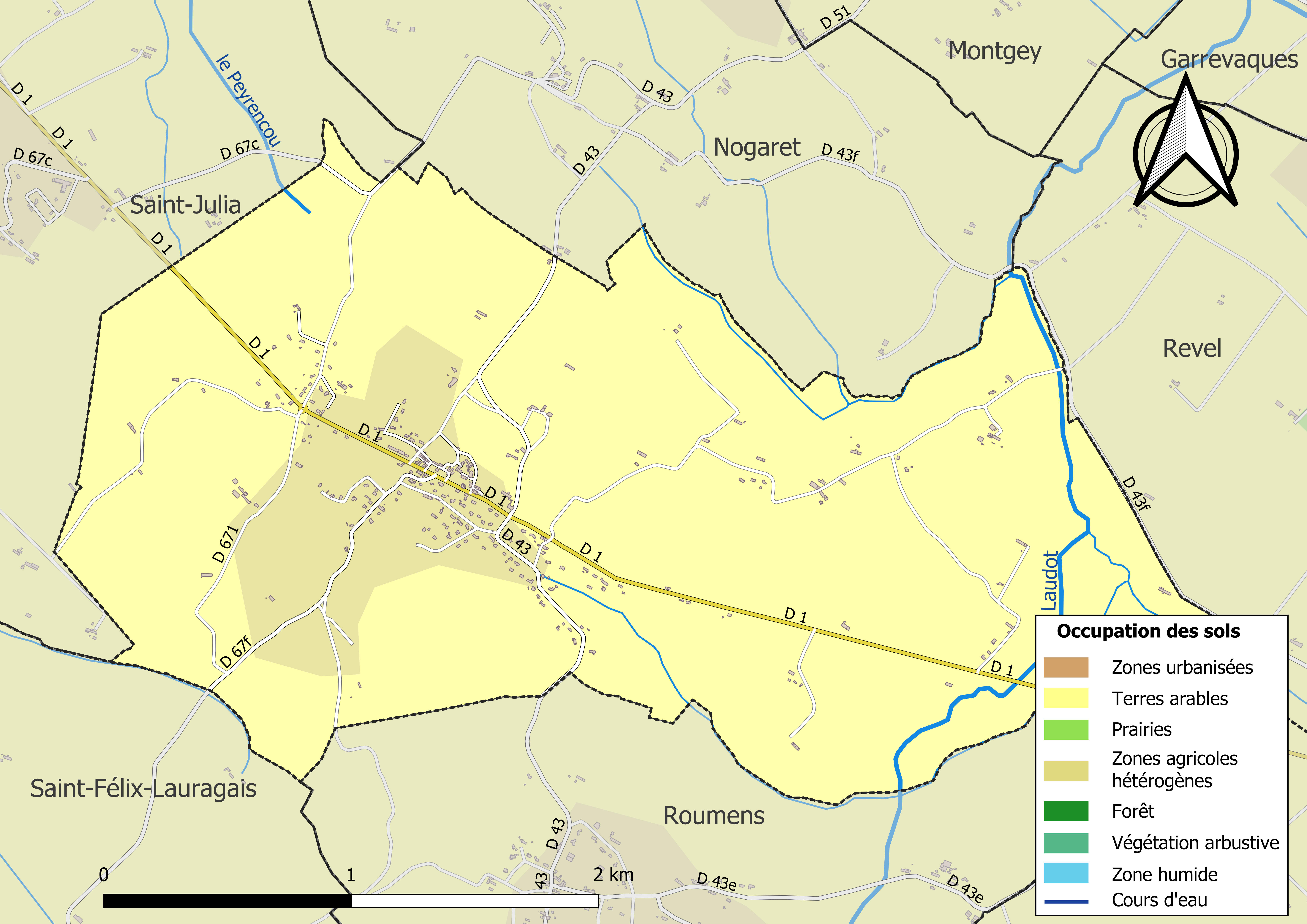
Bodennutzung, Hydrografie und Infrastruktur der Gemeinde (2018)

Montégut-Lauragais befindet sich in der historischen Landschaft des Lauragais am östlichen Rand des Départements, etwa 46 Kilometer nordwestlich von Carcassonne und etwa 41 Kilometer südöstlich von Toulouse. Die Gemeinde liegt im Einzugsgebiet der Garonne und wird vom Laudot, vom Peyrencou und von verschiedenen kleineren Bächen entwässert. Während der Laudot das östliche Gemeindegebiet von Süd nach Nord durchströmt, entspringt der Peyrencou im Nordwesten und verlässt die Gemeinde in nordwestlicher Richtung.
Das Gebiet von Montégut-Lauragais ist Teil der 113 Hektar großen ZNIEFF-Naturzone „Coteau entre Saint-Felix-Lauragais et Montégut-Lauragais“ (730030375). Außer von urbanen Zonen wird nahezu die gesamte Fläche der Gemeinde landwirtschaftlich genutzt.
Umgeben wird Montégut-Lauragais von den Nachbargemeinden Nogaret im Norden und Nordosten, Revel im Osten und Südosten, Roumens im Süden, Saint-Félix-Lauragais im Südwesten sowie Saint-Julia im Westen und Nordwesten.

## Bevölkerungsentwicklung

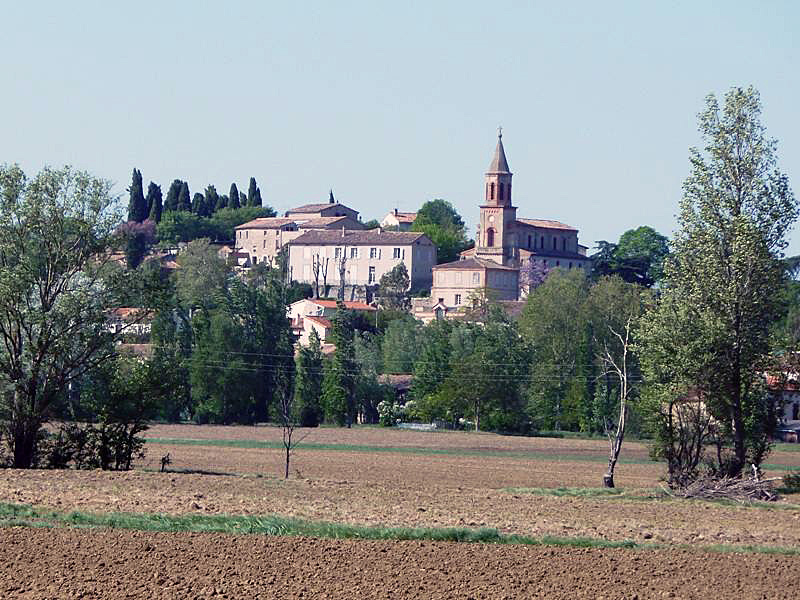
Ortskern mit Kirche Saint-Martin

| Jahr                      | 1962 | 1968 | 1975 | 1982 | 1990 | 1999 | 2006 | 2013 | 2020 |
| Einwohner                 | 262  | 296  | 316  | 342  | 342  | 360  | 434  | 475  | 418  |
| Quelle: Cassini und INSEE |      |      |      |      |      |      |      |      |      |

## Sehenswürdigkeiten
- Kirche Saint-Martin

## Verkehr
Die Departementsstraße 1 von Toulouse kommend durchquert die Gemeinde von West nach Ost und verbindet sie mit Saint-Julia im Westen und mit Revel im Osten. Eine Buslinie der regionalen Transportgesellschaft liO verbindet Montégut-Lauragais mit Toulouse und Revel.